# I Scream Ice Cream
I Scream Ice Cream est le nouveau projet musical de Jesper Mortensen de Junior Senior. Le 2 juin 2008 est sorti son premier single au format 45 tour chez le label français Kitsuné, il est composé de " Trust Issue " et " Closing Time Closing In ". Ces deux chansons sont issues de son premier album sorti chez Tigerspring qui contenait uniquement 3 chansons de 25, 35 et 45 minutes et respectivement 105, 125 et 135 BPM.